# Frans De Bruyn
Frans Juliaan Corneel De Bruyn (Boom, 10 mei 1924 – 29 oktober 2014) was een Vlaams schrijver.

## Prijzen
- 1956 − Arkprijs van het Vrije Woord voor Tekens in steen